# Бронсон (Канзас)
Бронсон (англ. Bronson) — місто (англ. city) в США, в окрузі Бурбон штату Канзас. Населення — 304 особи (2020).

## Географія
Бронсон розташований за координатами 37°53′45″ пн. ш. 95°4′23″ зх. д. / 37.89583° пн. ш. 95.07306° зх. д. (37.895806, -95.073113).  За даними Бюро перепису населення США в 2010 році місто мало площу 1,10 км², з яких 1,10 км² — суходіл та 0,00 км² — водойми. В 2017 році площа становила 1,16 км², з яких 1,16 км² — суходіл та 0,00 км² — водойми.

## Демографія
Згідно з переписом 2010 року, у місті мешкали 323 особи в 131 домогосподарстві у складі 83 родин. Густота населення становила 293 особи/км².  Було 153 помешкання (139/км²).
Расовий склад населення:
| - 90,1 % — білих - 3,4 % — чорних або афроамериканців - 0,9 % — корінних американців - 3,7 % — осіб інших рас |

До двох чи більше рас належало 1,9 %. Частка іспаномовних становила 6,2 % від усіх жителів.
За віковим діапазоном населення розподілялося таким чином: 28,8 % — особи молодші 18 років, 54,5 % — особи у віці 18—64 років, 16,7 % — особи у віці 65 років та старші. Медіана віку мешканця становила 39,6 року. На 100 осіб жіночої статі у місті припадало 86,7 чоловіків;  на 100 жінок у віці від 18 років та старших — 90,1 чоловіків також старших 18 років.
Середній дохід на одне домашнє господарство  становив 41 700 доларів США (медіана — 35 341), а середній дохід на одну сім'ю — 46 278 доларів (медіана — 40 000). Медіана доходів становила 36 250 доларів для чоловіків та 30 500 доларів для жінок. За межею бідності перебувало 30,6 % осіб, у тому числі 47,9 % дітей у віці до 18 років та 10,9 % осіб у віці 65 років та старших.
Цивільне працевлаштоване населення становило 112 особи. Основні галузі зайнятості: освіта, охорона здоров'я та соціальна допомога — 20,5 %, виробництво — 19,6 %, роздрібна торгівля — 17,0 %.